# 太白山溪鲵
太白山溪鲵（学名：Batrachuperus taibaiensis），一种分布于中国西部地区的两栖动物，隶属于小鲵科山溪鲵属。其种加词“taibaiensis”意为“太白山的”。模式产地为陕西省周至县厚畛子镇花耳坪村黑河上游。

## 分类地位
本种分类存在争议，2008年有研究人员认为虽然线粒体 CYT B基因结果显示太白山溪鲵与西藏山溪鲵（Batrachuperus tibetanus）各呈单系，但同工酶结果显示太白山溪鲵与西藏山溪鲵并不能分开，因此不支持太白山溪鲵为有效种。然而2011年有学者根据线粒体COI基因系统发育结果，认为太白山溪鲵与西藏山溪鲵分化明显，各呈单系，虽然在核基因上并不能将二者完全分开，但这有可能是因为核基因不完全世系兼并导致的；而且，太白山溪鲵在地理分布上与西藏山溪鲵距离较远，支持太白山溪鲵有效种的地位。

## 形态特征
雄鲵成体全长超过217毫米，体型粗壮，四肢粗短。掌、蹠腹面无角质鞘。